# Adrián Niño
Adrián Niño Heredia (Rota, España, 19 de junio de 2004) es un futbolista español que juega de delantero en el Málaga C. F. de la Segunda División de España.

## Estadísticas

### Clubes
| Club                            | Div.          | Temporada     | Liga  | Liga  | Liga   | Copas nacionales | Copas nacionales | Copas nacionales | Copas internacionales | Copas internacionales | Copas internacionales | Total | Total | Total  |
| Club                            | Div.          | Temporada     | Part. | Goles | Asist. | Part.            | Goles            | Asist.           | Part.                 | Goles                 | Asist.                | Part. | Goles | Asist. |
| ------------------------------- | ------------- | ------------- | ----- | ----- | ------ | ---------------- | ---------------- | ---------------- | --------------------- | --------------------- | --------------------- | ----- | ----- | ------ |
| Atlético de Madrid "B" · España | 3.ª           | 2023-24       | 14    | 3     | 0      | —                | —                | —                | —                     | —                     | —                     | 14    | 3     | 0      |
| Atlético de Madrid "B" · España | 3.ª           | 2024-25       | 26    | 10    | 0      | —                | —                | —                | —                     | —                     | —                     | 26    | 10    | 0      |
| Atlético de Madrid "B" · España | Total club    | Total club    | 40    | 13    | 0      | 0                | 0                | 0                | 0                     | 0                     | 0                     | 40    | 13    | 0      |
| Málaga C.F. · España            | 2.ª           | 2025-26       | 1     | 1     | 0      | 0                | 0                | 0                | —                     | —                     | —                     | 1     | 1     | 0      |
| Málaga C.F. · España            | Total club    | Total club    | 1     | 1     | 0      | 0                | 0                | 0                | —                     | —                     | —                     | 1     | 1     | 0      |
| Total carrera                   | Total carrera | Total carrera | 41    | 14    | 0      | 0                | 0                | 0                | 0                     | 0                     | 0                     | 41    | 14    | 0      |